# Mai khôi giang hồ
Mai khôi giang hồ (chữ Hán: 玫瑰江湖) là một bộ phim truyền hình Trung Quốc - Hồng Kông dài 30 tập được nhà biên kịch Vu Chính sản xuất năm 2008. Phim do Viên Anh Minh và Viên Thiếu Kiệt đạo diễn với sự cộng tác của các ngôi sao truyền hình đến từ Trung Quốc và Hồng Kông. Năm 2009, biên kịch Vu Chính đã chuyển thể tác phẩm này thành tiểu thuyết văn học mang tên Lưỡng sinh hoa chi Mai khôi giang hồ

## Nội dung
Quân Ỷ La là đại tiểu thư của một gia đình bề thế, muốn gió có gió, muốn mưa có mưa. Một lần ngẫu nhiên, cô gặp Mộc Thịnh, thiếu chủ của Mộc gia. Hai người nhất kiến chung tình. Nhưng vì lý tưởng của Mộc Thịnh nên Quân Ỷ La đã để anh ra đi. Hai người ước hẹn, một ngày kia khi Mộc Thịnh thành đạt, sẽ quay trở về cưới Quân Ỷ La. Tuy nhiên, khi Mộc Thịnh đã thành đạt thì mỗi người 1 phương, không gặp được nhau. Lúc này, Ỷ La đã lấy Lâm Sơ Nhất. Lâm Sơ Nhất yêu cô, che chở cho cô, mang đến cho cô tình yêu chân thành. Anh ta và Mộc Thịnh vừa là đối thủ lại vừa là bạn tri giao. Một lần gặp lại, khi đó Mộc Thịnh đã lấy Thẩm Tư Như làm vợ, lúc này Ỷ La lòng đau như cắt. Cô biết rằng Mộc Thịnh mới là người đàn ông cô muốn nương tựa. Lâm Sơ Nhất đã nhờ võ lâm chí tôn Minh gia đi ám sát Mộc Thịnh. Ỷ La biết chuyện liền đến báo với Mộc Thịnh và xin Mộc Thịnh cho chồng cô một con đường sống. Thẩm Tư Như là một cô nhi, sống nhờ ở nhà Quân Ỷ La,lớn lên cùng Ỷ La. Cô có tất cả những đặc điểm của một cô gái đẹp nhưng không ai biết rằng trong lòng cô luôn có một ngọn lửa dữ. Cô căm ghét Ỷ La. Cô yêu Mộc Thịnh nhưng Mộc Thịnh không yêu cô. Khi Mộc Thịnh ra đi thực hiện lý tưởng của mình thì Ỷ La bị Minh gia ép hôn. Thẩm Tư Như đã giả vờ hi sinh thay Ỷ La kết hôn. Thực chất cô muốn làm chưởng môn phu nhân của Minh gia, rồi lợi dụng quyền thế ép Ỷ La phải lấy Lâm Sơ Nhất. Tại nơi Mộc Thịnh và Ỷ La đã hẹn nhau nhưng người đến chỗ hẹn lại là Thẩm Tư Như. Thẩm Tư Như nói: Ỷ La thành thân rồi. Và Mộc Thịnh bất đắc dĩ phải chấp nhận tình cảm của Thẩm Tư Như. Có tình yêu, có nhà, dường như Thẩm Tư Như không thiếu thứ gì. Nhưng rồi Ỷ La lại xuất hiện khiến cho Mộc Thịnh động lòng. Ông trời đã không cho cô được toại nguyện. Giữa hai đóa mai khôi, Mộc Thịnh sẽ chọn ai?

## Diễn viên
- Hoắc Tư Yến vai Quân Ỷ La (hiện thân: Lã Trĩ)
- Tôn Phi Phi vai Thẩm Tư Như (hiện thân: Ngu Cơ)
- Chung Hán Lương vai Mộc Thịnh (hiện thân: Hạng Vũ)
- Hà Thịnh Minh vai Lâm Sơ Nhất (hiện thân: Lưu Bang)
- Trần Kiện Phong vai Minh Thiếu Khanh (hiện thân: Tử Anh)
- Phùng Thiệu Phong vai Sầm Dã Đồng (hiện thân: Hàn Tín)
- Đặng Tụy Văn vai Ân Tuyết Hàm
- Lưu Tùng Nhân vai Quân Vô Kỵ (hiện thân: Lã Công)
- Vương Hiểu Thần vai Hoa Giải Ngữ
- Tiếu Vũ Vũ vai Dương Hỷ Băng (hiện thân: Thích phu nhân)
- Trương Xuân Trọng vai Viên Thiên Cương (hiện thân: Phạm Tăng)
- Lý Diệu Kính vai Chiến Thần (hiện thân: Chương Hàm)
- Hàn Chấn Hoa vai Lâm Phụ (hiện thân: Lưu Thái Công)
- Quốc Vĩnh Chấn vai Mộc Chánh (hiện thân: Hạng Lương)
- Chu Bác Văn vai Đại Ngưu (hiện thân: Phàn Khoái)
- Tống Dương vai Thư Hoài (hiện thân: Tiêu Hà)
- Lý Hiệp vai Đức Thúc
- Cát Dương vai Sài Đầu
- Đặng Tế Bân vai Phương Đà Thiển
- Trình Trạch Hổ vai Mộc Vũ (hiện thân: Hạng Trang)
- Lưu Tuấn Binh vai Phượng Cầm
- Bạch Thịch Lợi vai Triệu Thất (hiện thân: Triệu Cao)
- Diệp Tân Vũ vai Thần Toán Tử (hiện thân: Trương Lương)
- Mã Minh vai Hoằng Lương
- Lưu Quan Tường vai Minh Bất Giới (hiện thân: Tần Nhị Thế)
- Ngụy Tiểu Quân vai Vân Khương
- Mông Đình Nghi vai Ly Nhược
- Chu Hồng vai Nguyệt Nha Nhi